# Marston Montgomery
Marston Montgomery est une paroisse civile et un village du Derbyshire, en Angleterre.